# Viktualienmarkt

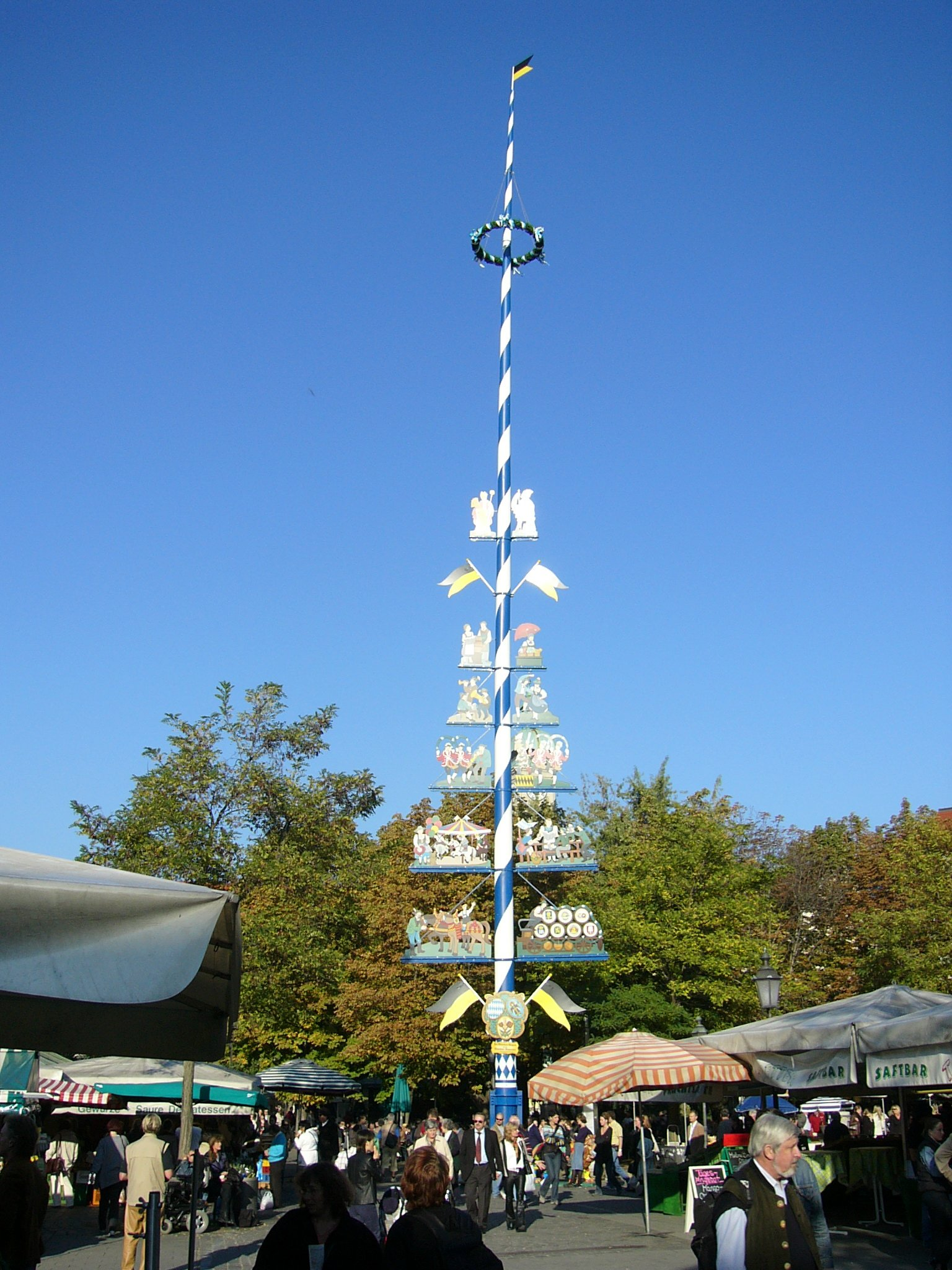
Viktualienmarkt

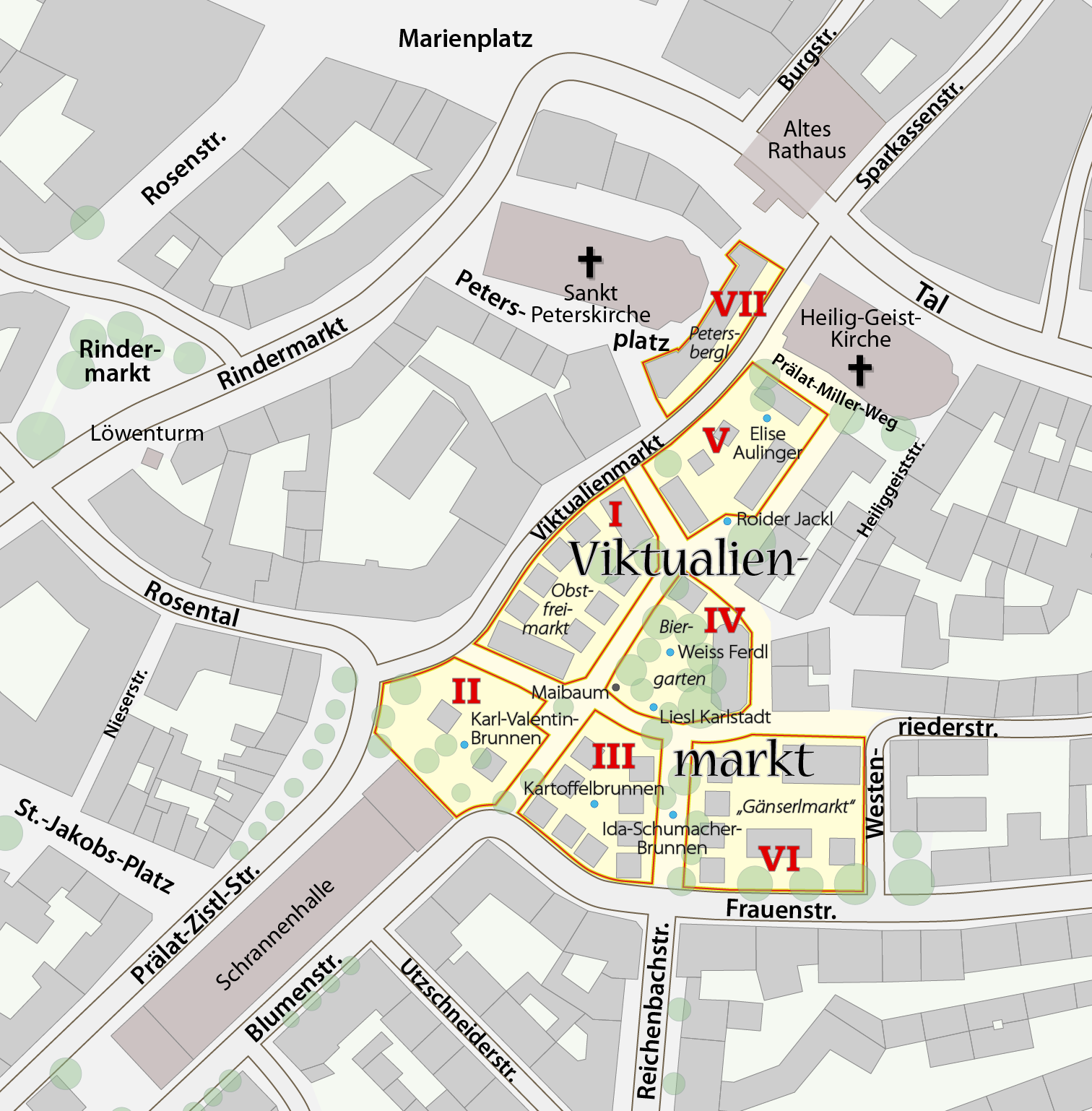

El Viktualienmarkt es un mercado de viandas situado en el centro de Múnich. Tiene una superficie de 22.000 m² en la que 140 vendedores ofrecen flores, frutas exóticas, caza, carne de aves, especias, queso, pescado, zumos y otros productos. Los puestos del Viktualienmarkt abren de lunes a sábado. El mercado evolucionó desde su origen campesino hasta el actual mercado de delikatessen que recibe la visita de los turistas además de la de los muniqueses.

## Nombre
El nombre del Viktualienmarkt proviene de «Viktualen», palabra alemana que comparte raíz con la española «vitualla», pues ambas provienen del latín «victus». El nombre original era «grüner Markt» (mercado verde) o simplemente «Markplatz» (mercado). La denominación Viktualienmarkt procede del siglo XIX, cuando la burguesía ilustrada latinizó la denominación.

## Datos históricos

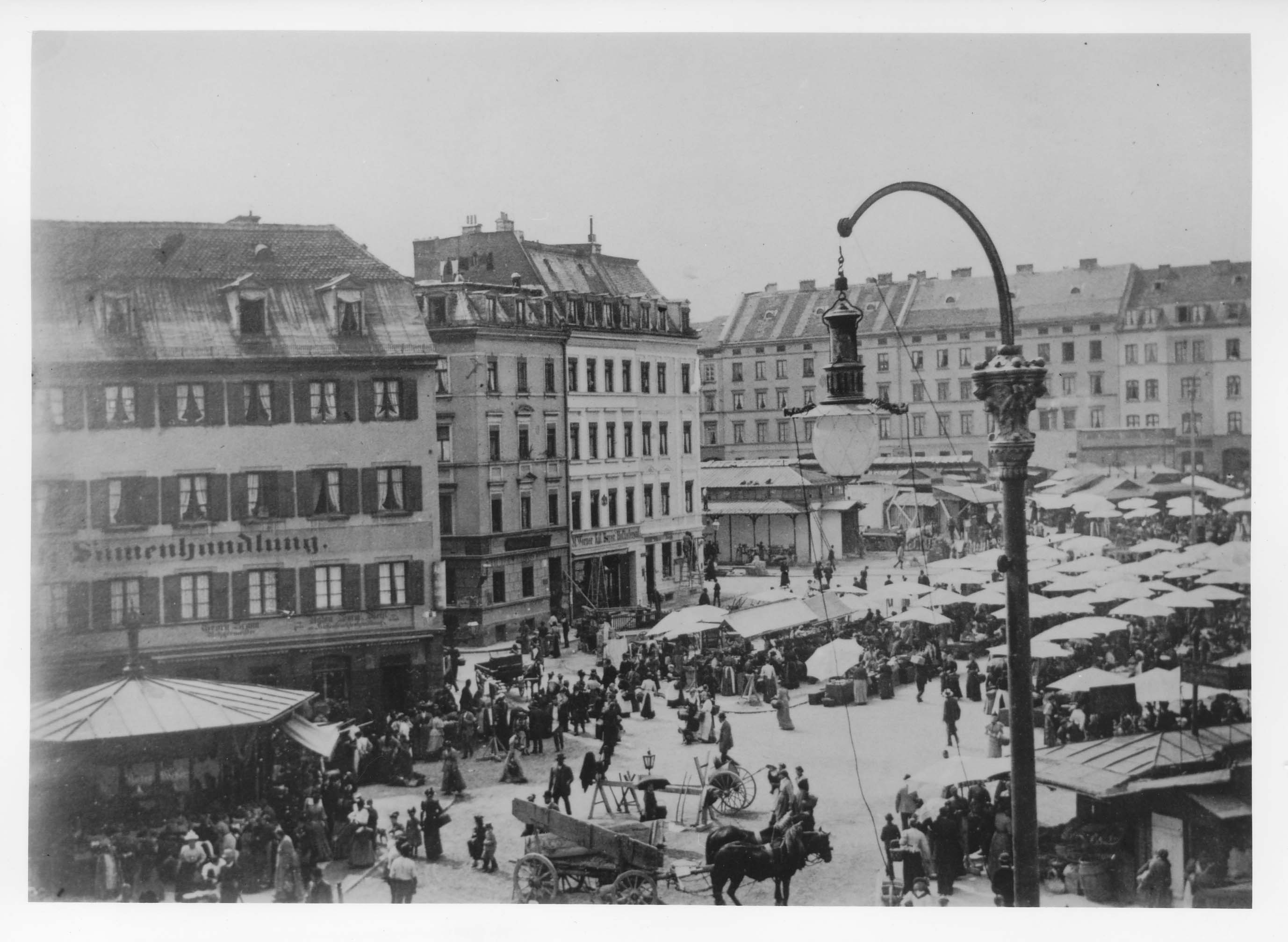
Viktualienmarkt 1900.

El Viktualienmarkt se trasladó afuera del recinto inicial del mercado de Múnich en la Schranneplatz, actual Marienplatz, lugar de comercio de cereales y otros productos agrícolas, cuando este recinto se hizo pequeño. Entonces Maximiliano I de Baviera decretó, el 2 de mayo de 1807, situar parte del mercado en el lugar entre la Heilig-Geist-Kirche y Frauenstraße, y encargó al Consistorio que demoliera el asilo de beneficencia de Heiliggeist.
Ya en los años 1823 a 1829 hubo que ampliar este mercado central considerablemente. En el año 1885 fue derribado el vetusto hospital del Espíritu Santo y ampliada la iglesia del Espíritu Santo hacia el oeste. Esto dio un nuevo aspecto al mercado y también a la ciudad. En el extremo sur de la calle Blumenstraße se había levantado en 1852, muy pegado a la antigua muralla de la ciudad, la alargada Schrannenhalle – precursora de la actual Großmarkthalle (mercado de abastos) – que en 1932 ardió completamente (y que fue abierta de nuevo en 2005). En 1855 se trasladó también allí el mercado de pescado. Con el paso del tiempo, el mercado amplió su oferta, por ejemplo, con una nave para la carnicería y otra para vender callos, panaderías, tiendas y puestos de fruta y un pabellón propio del pescado del Mar del Norte. Los carniceros del Petersbergl, los puestos de ave y caza, así como las floristas se multiplicaron.
En la Segunda Guerra Mundial el Viktualenmarkt quedó muy dañado por los ataques aéreos. Algunos ya pensaban en renunciar completamente a reconstruir el mercado y levantar edificios de varios pisos en sus valiosos terrenos. Con cuantiosos dispendios, la administración municipal devolvió la vida al Viktualienmarkt.
Los ciudadanos de Múnich contribuyeron en 1953 al enriquecimiento de esta plaza muniquesa con fuentes conmemorativas para los cantantes folclóricos y cómicos Karl Valentin, Weiß Ferdl y Liesl Karlstadt, y más tarde también en honor de Ida Schumacher, Elise Aulinger y Roider Jackl. En 1969, durante los preparativos para los Juegos Olímpicos de verano 1972, se renovaron las casetas (en bávaro, Standl). A partir de la década de 1950, el Viktualienmarkt se fue transformando en un mercado de delikatessen.
En 2007 se celebró su bicentenario.

## Fiesta

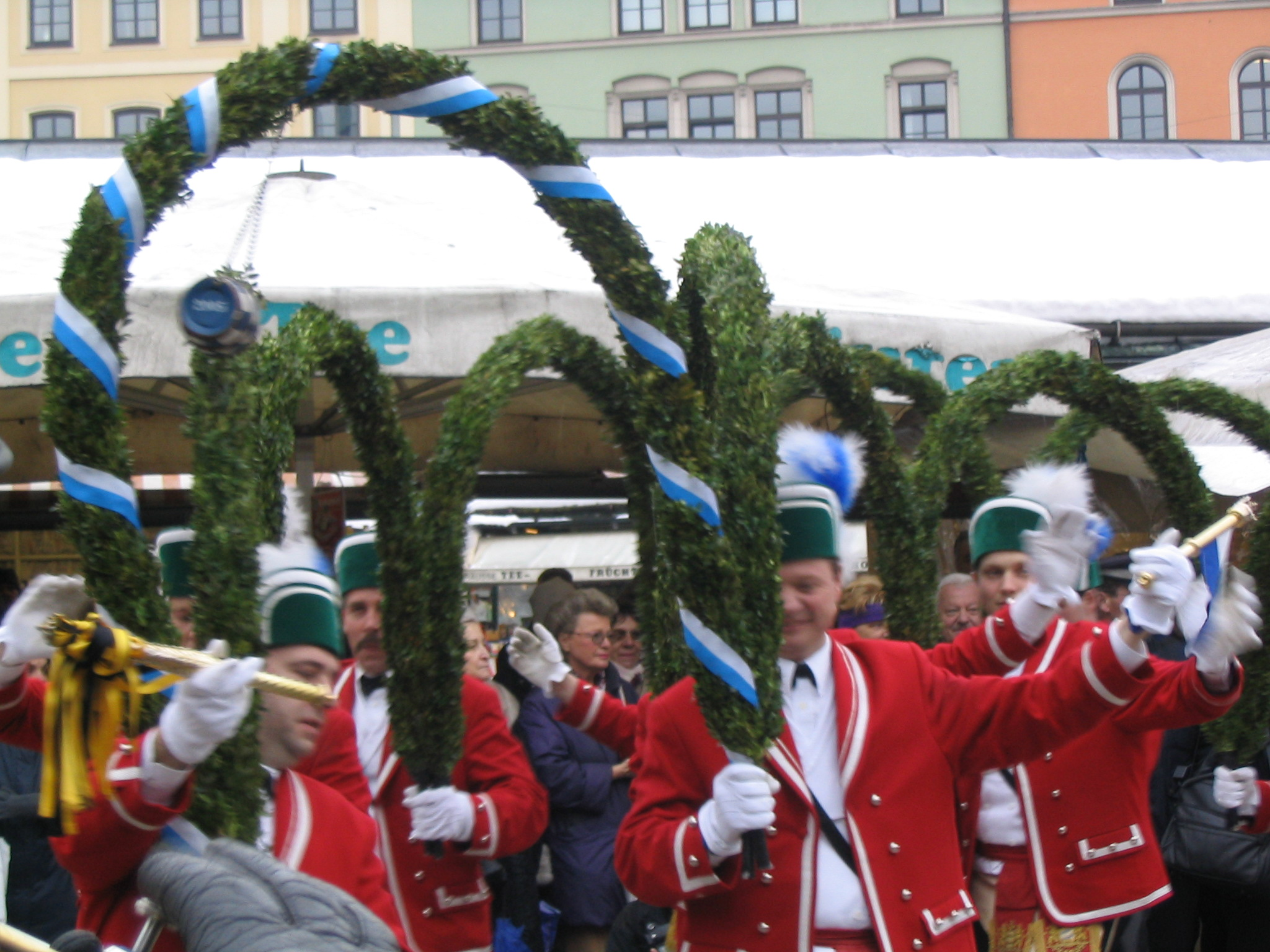
Danza en la fiesta del jueves lardero.

En el mercado Viktualienmarkt ya se celebran entretanto numerosas actividades tradicionales y populares (p.e. pesar a personalidades conocidas, la fiesta del arenque, el día de los cerveceros, de los jardineros, la fiesta del espárrago, la fiesta de verano, el baile de las verduleras el martes de carnaval, y otras). Por eso el Viktualienmarkt, que desde el 6 de noviembre de 1975 es una zona exclusivamente peatonal, es también un lugar donde se puede pasar un rato entretenido.